# プリモ (企業)
株式会社プリモは、東京都西多摩郡瑞穂町に本社を置く、日本の音響機器メーカーである。マイクロフォン・スピーカー・助聴器といった、音響に関連する様々な器具の製造販売をおこなっている。1984年（昭和54年）時点で、世界のマイクカートリッジの7割、1986年（昭和61年）時点で世界のマイクロホンの5割以上を生産していた。
2021年5月時点での売上構成はマイクロフォンが10%、ヘッドフォンが5%、電話機が5%、各種部品が70%、その他が10%。

## 歴史
1952年（昭和27年）10月24日、代田市藏（しろた いちぞう）により「武蔵野音響研究所」として創業。代田市藏は長野県の出身で、陸軍航空士官学校を経て旧関東軍に配属された後、東京で終戦を迎えた。元上官の勧めで、国分寺市の音響メーカーの再建に尽力し、黒字化を成功させるが、社員との軋轢がうまれたため、同僚とともに独立した。創業当時の資本金50万円。1954年（昭和29年）3月に「プリモ音響研究所」と改称。当初は「プリマドンナ」にちなみ、「プリマ」を社名とする予定であったが、類似する社名を有する他社からクレームが入ったため、社名のつづりが変更された。
1955年（昭和30年）、現在の武蔵野市の正田飛行機跡地から、三鷹市の中島飛行機跡地に製造拠点をうつした。設立当初はレコードプレーヤーの部品を主力商品としていたが、1956年（昭和31年）にマイクロホンの製造に主軸を移した。当時盛んに行われていた労働運動でマイクが用いられはじめたことから、「これからはマイクの需要が増える」と考えたのがその理由であった。細いパイプの先にクリスタルマイクを取り付けた同社の製品は、NHKの街頭録音に採用された。
1960年8月（昭和34年）に商号を「株式会社プリモ」に変更する。レコードプレイヤー・スピーカー・AMラジオが一体になったステレオコンポーネントを開発したことがその契機となった。1961年（昭和35年）にはグルンディッヒがプリモのマイクを自社のテープレコーダーに採用し、これを契機としてプリモはマイクのトップシェアメーカーとなった。
1962年（昭和37年）に本社工場を木造からRC造に建て替える。1967年（昭和42年）、アメリカ・イリノイ州シカゴに駐在員事務所を設立。1970年（昭和45年）には、世界に先駆けてエレクトレットコンデンサーマイクの開発に成功する。1973年（昭和48年）にはテキサス州ダラスに現地法人「プリモマイクロホン」を設立。1980年（昭和55年）より同州マッキニーに設立した工場の操業を開始し、代田市藏は州知事から「テキサス州名誉市民賞」を授与する。同年、西ドイツ・ハイデルベルグに駐在員事務所を設立。1982年（昭和57年）、資本金を2億1000万円に増資。また、昭和50年代には当時の日本に到来した「カラオケブーム」に応じてカラオケ専用の「壊れないマイク」を製造した。カラオケ業界においてプリモのマイクは圧倒的な支持を得た。
1983年（昭和58年）、同国バッドホンブルグに現地法人を設立。1984年（昭和59年）、長野県飯田市の市立山本小学校跡に新工場を設立。資本需要の増加に応じ、資本金を3億円に増資。同年、飯田市の工場で生産する、ニューセラミックスを使った音響製品の生産・販売を強化するため子会社「プリモ・ケミカ」を設立。
1988年（昭和63年）、2代目社長に代田偉が就任。代田市藏は会長となる。翌年1989年（平成元年）、創業者の代田市藏は死没する。死因は心不全。1992年（平成9年）、代田偉はマッキニーの地元社会にもっとも貢献した人物に与えられる「シチズン・オブ・ジ・イヤー」を授与する。同年アメリカ法人がメキシコに、2001年（平成13年）シンガポール法人が香港に進出する。
2000年（平成12年）に資本金を3億1000万円に増資。2018年（平成30年）、3代目社長が就任。2021年（令和3年）10月には、サブブランド [QUONIST SOUND] を立ち上げた。2022年（令和4年）7月からは地域貢献の一環として、羽村市3施設のネーミングライツを取得。羽村市生涯学習センターゆとろぎを「プリモホールゆとろぎ」、羽村市図書館を「プリモライブラリーはむら」、武蔵野公園を「プリモパークむさしの」とそれぞれ命名。2023年（令和5年）7月にはPRIMOの新イメージキャラクターに生見愛瑠が就任、11月にはサブブランド [QUONIST SOUND]のアンバサダーに川畑要が就任した。

## 関連会社
- プリモ販売株式会社（名古屋以西地域の販売会社）
- スカイ工業株式会社（機械製作・プレス加工・プラスチック成形）
- プリモ興産株式会社（プラスチック成形型・ダイカスト型製作）
- 株式会社ダイデン（各種アッセンブリ）

海外現地法人
- Primo Microphones, Inc.（米国／生産・販売）－ メキシコ現地法人（生産）
- Primo Microphones Singapore (Pte) Ltd. （シンガポール／販売）－ 香港事務所（子会社／販売）－ インドネシア現地法人（生産）
- Primo Microphones GmbH（ドイツ／販売）